# Inca Kola
L'Inca Kola és una beguda carbonatada dolça del Perú de color groc. És actualment la beguda no alcohòlica que més es ven al país, per damunt fins i tot de begudes com ara la Coca Cola, la qual ha comprat la marca fa uns anys. Va ser creada el 1935 per la Corporación José R. Lindley.